# Sigridea
Sigridea — рід грибів родини Roccellaceae. Назва вперше опублікована 1993 року.